# Rämmens bruk

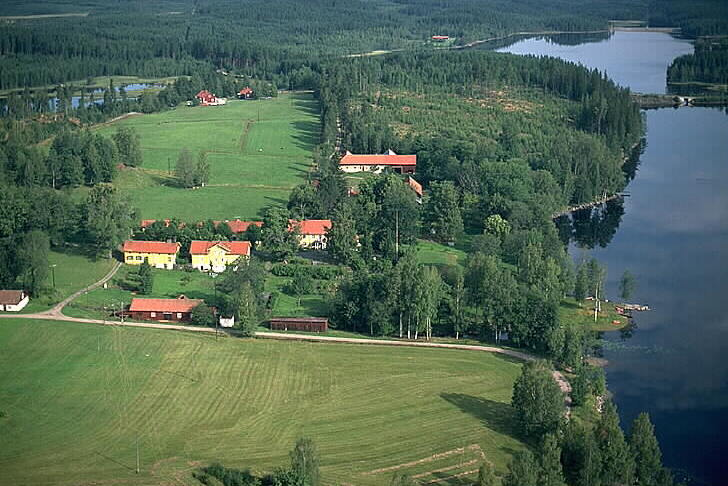
Rämmens herrgård

Rämmens bruk ligger i Filipstads kommun i Värmland. 
Rämens bruk köptes 1745 av brukspatron Christoffer Myhrman den äldre. Det hade masugn och senare stångjärnsbruk vid Myhrmansfors. Han anlade även Liljendahls bruk, med gjuteri och stångjärnsbruk, på 1760-talet. Bruket övertogs efter hans död 1775 av sonen, bergsrådet Christoffer Myhrman den yngre, som var Esaias Tegnérs svärfar. Efter hans död ägdes egendomen av ett bolag som tillhörde släkten Myhrman. 1871 övergick den till ett aktiebolag. Bruket köptes 1916 av Billeruds AB och tillhör idag familjen Dickson.
Bruket är idag helt nedlagt. Rämens herrgård finns dock kvar. Här bedrivs idag skogs- och jordbruk. Infarten flankeras av den gamla masugnsruinen, vägen går sedan vidare genom en mer än 200 år gammal allé, och leder sedan fram till den gula herrgårdens huvudbyggnad och flyglar. I herrgården finns ett mindre museum, vari det så kallade Tegnérrummet ingår. Familjen Dickson kan kontaktas för guidade visningar. Familjen köpte gården 1971.
Kring Rämens herrgård finns natursköna omgivningar, som bär spår efter det gamla brukets verksamheter. Kärleksstigen, som löper utmed sjön Näsrämmens västra strand, var under 1800-talet ett populärt turistmål. Stigen kan alltjämt bevandras. Inom gångavstånd finns även flera skyltade kulturslingor. En av dem leder till Svea-stenen, uppförd till minne av Esaias Tegnérs fosterländska dikt Svea, samt Förlovningsgrottan/-stenen, som är platsen för Esaias Tegnérs och Anna Myhrmans förlovning.